# Comuna Iclănzel, Mureș
Iclănzel (în maghiară: Kisikland) este o comună în județul Mureș, Transilvania, România, formată din satele Căpușu de Câmpie, Chisălița, După Deal, Fânațe, Fânațele Căpușului, Ghidașteu, Iclandu Mare, Iclănzel (reședința), Mădărășeni, Tăblășeni și Valea Iclandului.

## Demografie
Componența etnică a comunei Iclănzel
     Români (90,75%)
     Maghiari (2,52%)
     Romi (2,21%)
     Alte etnii (4,52%)
Componența confesională a comunei Iclănzel
     Ortodocși (87,54%)
     Adventiști (2,84%)
     Reformați (2%)
     Alte religii (2,52%)
     Necunoscută (5,1%)
Conform recensământului efectuat în 2021, populația comunei Iclănzel se ridică la 1.902 locuitori, în scădere față de recensământul anterior din 2011, când fuseseră înregistrați 2.126 de locuitori. Majoritatea locuitorilor sunt români (90,75%), cu minorități de maghiari (2,52%) și romi (2,21%). Din punct de vedere confesional, majoritatea locuitorilor sunt ortodocși (87,54%), cu minorități de adventiști (2,84%) și reformați (2%), iar pentru 5,1% nu se cunoaște apartenența confesională.

## Politică și administrație
Comuna Iclănzel este administrată de un primar și un consiliu local compus din 11 consilieri. Primarul, Nicolae Banea[*], de la Partidul Social Democrat, este în funcție din octombrie 2020. Începând cu alegerile locale din 2024, consiliul local are următoarea componență pe partide politice:
|  | Partid                          | Consilieri | Componența Consiliului | Componența Consiliului | Componența Consiliului | Componența Consiliului | Componența Consiliului |
|  | ------------------------------- | ---------- | ---------------------- | ---------------------- | ---------------------- | ---------------------- | ---------------------- |
|  | Partidul Social Democrat        | 5          |                        |                        |                        |                        |                        |
|  | Partidul Național Liberal       | 3          |                        |                        |                        |                        |                        |
|  | Alianța pentru Unirea Românilor | 2          |                        |                        |                        |                        |                        |
|  | Uniunea Salvați România         | 1          |                        |                        |                        |                        |                        |

## Atracții turistice
- Biserica de lemn din Iclandu Mare
- Biserica de lemn din Mădărășeni
- Biserica de lemn din Iclănzel
- Conacul Sandor din satul Căpușu de Câmpie
- Monumentul Petru Maior din Căpușu de Câmpie